# Walter Kennedy
J. Walter Kennedy (Stamford, 8 de junho de 1912 – 26 de junho de 1977) foi um comissionário da National Basketball Association (NBA) de 1963 até 1975. Era referido algumas vezes como Walter J. Kennedy, e veio a falecer aos 65 anos vítima de câncer. O prêmio J. Walter Kennedy Citizenship Award leva o seu nome. Foi introduzido no Basketball Hall of Fame como contribuinte em 1981.